# Dimitrovgrad (meteorito)
El meteorito de Dimitrovgrad, también llamado meteorito de Tsáribrod, es un meteorito metálico encontrado en 1947 en Dimitrovgrad (Yugoslavia, actualmente Serbia). De 100 kg de peso, es uno de los mayores meteoritos encontrados en los Balcanes, junto a los de Orlov Dol y Zavid.

## Historia
El meteorito de Dimitrovgrad, de 100 kg de peso, fue identificado como tal en 1956 durante un trabajo de campo llevado a cabo por el geólogo Todor Spasov. La pieza había sido encontrada por un agricultor en 1947 en la superficie de un caliza jurásica compacta que se estaba utilizando como material de construcción. A pocos metros de distancia se habían recuperado dos fragmentos adicionales de 50 y 100 g respectivamente. El lugar del hallazgo está a 5,5 km al este-noreste del municipio de Dimitrovgrad (Serbia), cerca de la frontera búlgara.

## Composición y clasificación
En cuanto a los minerales presentes en el meteorito, la plesita ocupa un 25% - 30% en área, principalmente en forma de peine. Otros minerales son taenita, schreibersita —formando vetas y sustituyendo a taenita en la plesita— y troilita —presente como nódulos discretos con bordes de schreibersita discontinuos—. Los resultados de su análisis elemental dan un 7,64% de níquel, 40,2 ppm de germanio, 20,3 ppm de galio y 3,0 ppm de iridio.
Este meteorito, catalogado dentro del grupo IIIA, es una octaedrita media y está relacionado con los meteoritos de Dexter y Canyon City.